# キングー
キングー（Kingu）またはキングウは、古代バビロニアに伝わる神の一人で、女神ティアマトの息子の一人にして第二の夫。
マルドゥク達がティアマトに戦いを挑んだ際、権威の象徴たる「天の石版」を彼女から授けられ、ティアマトの軍隊の指揮官になる。
石版を胸につけマルドゥクに戦いを挑むも、その軍勢に恐れをなし敗北して捕まる。
マルドゥクが天地創造を行う途中で、エアにより処刑され、その血と骨は人類創造の材料とされた。